# Fernando García Arenal
Fernando Ángel Augusto García Arenal  (Madrid, 29 de junio de 1850  - Chamartín de la Rosa, 1925), fue un ingeniero de caminos, canales y puertos español. Destacó tanto por su trayectoria profesional como por sus aportaciones educativas y sociales. 

## Biografía
Hijo de Concepción Arenal Ponte y Fernando García Carrasco, un hermano menor murió joven en La Habana y su hermana no llegó a la edad adulta. 
En 1863, marchó a La Coruña con su madre, que había sido nombrada visitadora de cárceles de mujeres, y allí completó sus estudios secundarios. Regresó a Madrid en 1868, cuando el gobierno provisional de Serrano nombró a Concepción Arenal Inspectora de Correccionales de Mujeres, y allí estudió y completó, en 1875, tras el Sexenio Democrático, la carrera de ingeniero de caminos . En 1872, ingresó en la recién fundada Real Sociedad Española de Historia Natural. 
Comenzó su carrera profesional en Gijón como ingeniero director de la Junta de Obras del Puerto,  donde realizó importantes labores en el campo de la ingeniería portuaria y los estudios costeros.  Allí también impulsó proyectos sociales, como el Ateneo Casino Obrero.
En 1889 residió en  Pontevedra, donde su madre organizó una tertulia a la que asistieron, entre otros, los ingenieros Alejandro Cerdá y José Domínguez, y el profesor Ernesto Caballero . En abril de 1890 se trasladó a Vigo con su madre, e impulsó proyectos en el puerto de Vigo, como el puente de hierro para el tráfico comercial y otras obras complementarias (grúas, almacenes, vías de circulación). Completó el ramal ferroviario a Orense. También construyó las rampas de Areal, el dique del Berbés y los diques de abrigo, así como el muelle que lo comunicaba con el puerto de pasajeros de A Laxe. Proyectó el futuro puerto de Bouzas y licitó las obras de lo que sería el futuro puerto transversal. 

## Vida personal
Se casó con Ernestina Winter Blanco, hermana de Ernesto Winter, y una de sus hijas (Concepción García-Arenal Winter), fue la madre del ingeniero Federico Cantero Villamil que diseñó el tren Orense-Zamora, e inventó el helicóptero Libélula Viblandi.